# Francesco Contarini (1421-?)

Stemma Contarini

Francesco Contarini (Venezia, 1421 – prima del 1475) è stato un politico, diplomatico e umanista italiano.

## Biografia
Nacque dal ramo dei patrizi Contarini detto "degli Scrigni", figlio di Nicolò e Maria da Carrara. La madre era erede della grande famiglia padovana e aveva portato in dote un cospicuo patrimonio (tra cui il castello di Piazzola, più tardi trasformato nella celebre villa Contarini).
Gli fu impartita una prima formazione di stampo umanistico sotto la guida di Paolo della Pergola e Giorgio Trapezunzio, quindi passò all'università di Padova da cui uscì laureato in arti (1442) e in legge (1443). Rimase in quell'ateneo anche negli anni successivi come lettore di filosofia, ma nel 1451 il governo della Serenissima lo inviò a Bologna come oratore.
Nel 1453 fu mandato a Siena mentre quest'ultima era impegnata nella guerra contro Firenze (lui stesso condusse alcuni reparti militari). I suoi dispacci risultano una fonte di grande interesse storico, soprattutto nella descrizione delle scorribande di soldati sbandati nello Stato della Chiesa e dei maneggi diplomatici in atto alla morte papa Niccolò V e durante il conclave del 1455.
Nel 1455 tornò a Venezia, con grande soddisfazione del governo.
Negli anni successivi riprese gli studi letterari, partecipando contemporaneamente alla vita pubblica (venne più volte eletto più volte tra i savi di Terraferma). Nel 1459 fu alla testa di un gruppo di patrizi che chiedevano di temporeggiare di fronte alle insistenze di Pio II che intendeva organizzare a Udine (fu poi scelta Mantova) una grande assemblea per preparare una crociata contro l'Impero ottomano; l'idea era quella di mantenere i buoni rapporti con il pontefice, senza lasciarsi trascinare in precipitose operazioni militari che avrebbero oltretutto compromesso gli interessi veneziani in Oriente.
La sua iniziativa trovò seguito nel governo e nel novembre dello stesso anno furono inviati alla Dieta di Mantova degli oratori per recare a Pio II le vaghe risposte della Repubblica. Nel periodo successivo il Contarini continuò ad appoggiare con decisione la neutralità veneziana, cosa che contribuì al fallimento del progetto papale. In quest'ambito si inquadra anche il vivace sostegno all'intransigente posizione veneziana attorno ai benefici ecclesiastici e alle nomine vescovili.
Nel 1460, quando ormai l'idea della crociata era stata accantonata, fu inviato come oratore presso il pontefice. Tornato in laguna, continuò a mantenere un ruolo importante nella classe politica veneziana, ma non ebbe altre cariche di rilievo.
Morì sicuramente prima del 1475: in quell'anno la moglie Contarina viene indicata come vedova.
Contarini fu anche un letterato di un certo livello. Oltre alle opere inedite (orazioni, invettive e le lettere della sua missione in Toscana), è l'autore della Novella di Tebaldino e monna Rosa e soprattutto di tre libri di Commentarii che narrano le vicende di cui fu testimone durante il suo periodo a Siena; in questo lavoro si dimostra un buon imitatore di Cesare, adottando uno stile semplice ed efficace.